# 糸満

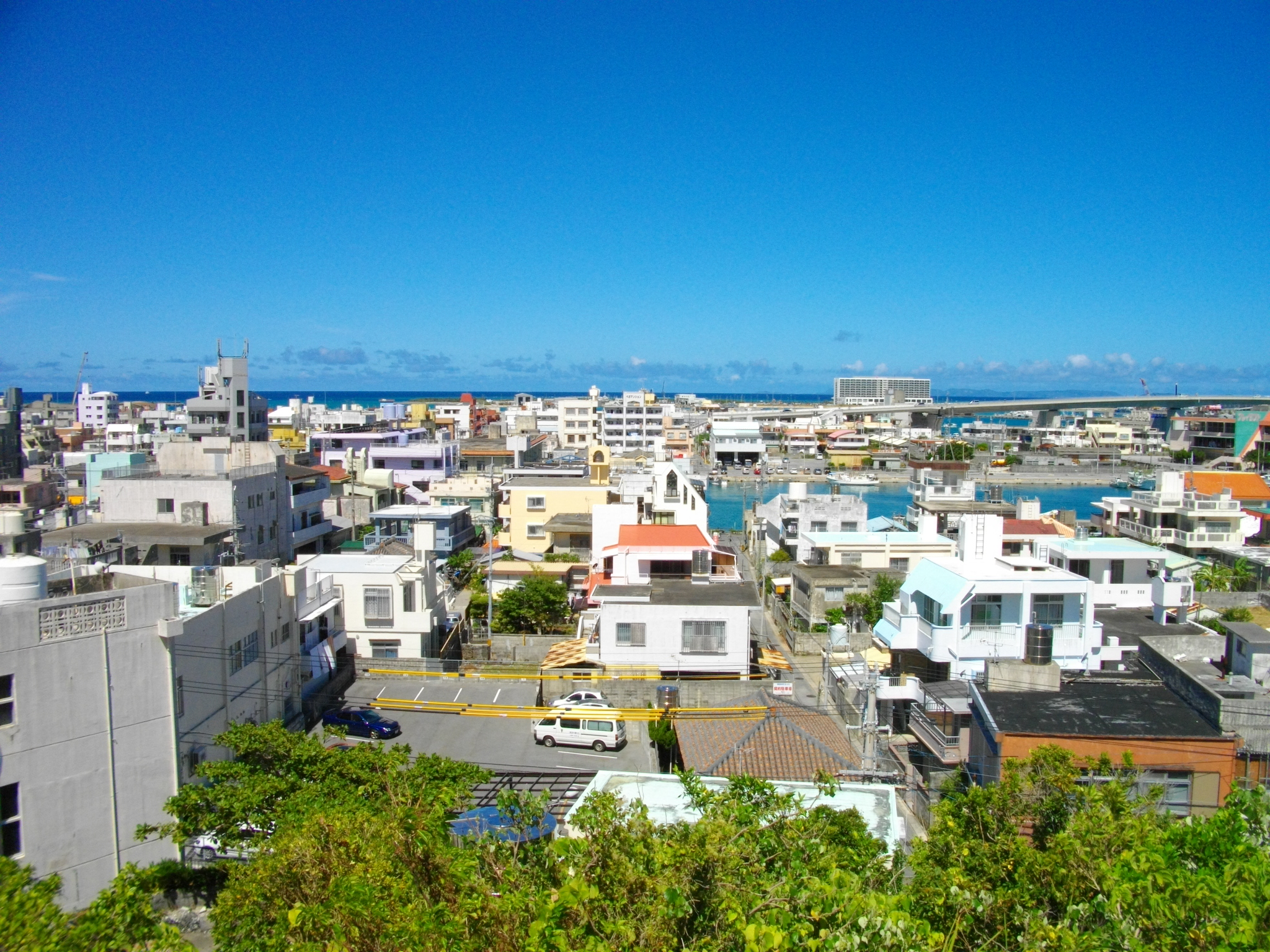
山巓毛から見る糸満市街

糸満（いとまん、琉球語:イチマン）は沖縄県糸満市にある字。1908年4月の島嶼町村制施行から1961年9月まではこの区域をもって自治体「糸満町」だった（1961年10月に周辺の3村との合併で糸満町が現在の糸満市全域に拡大し、旧町域は糸満町字糸満となった）。
なお、地名としての「糸満」は、総合商社イトマン（現・日鉄物産）、およびその元系列のイトマンスイミングスクールとは何ら関係は無い。

## 地理

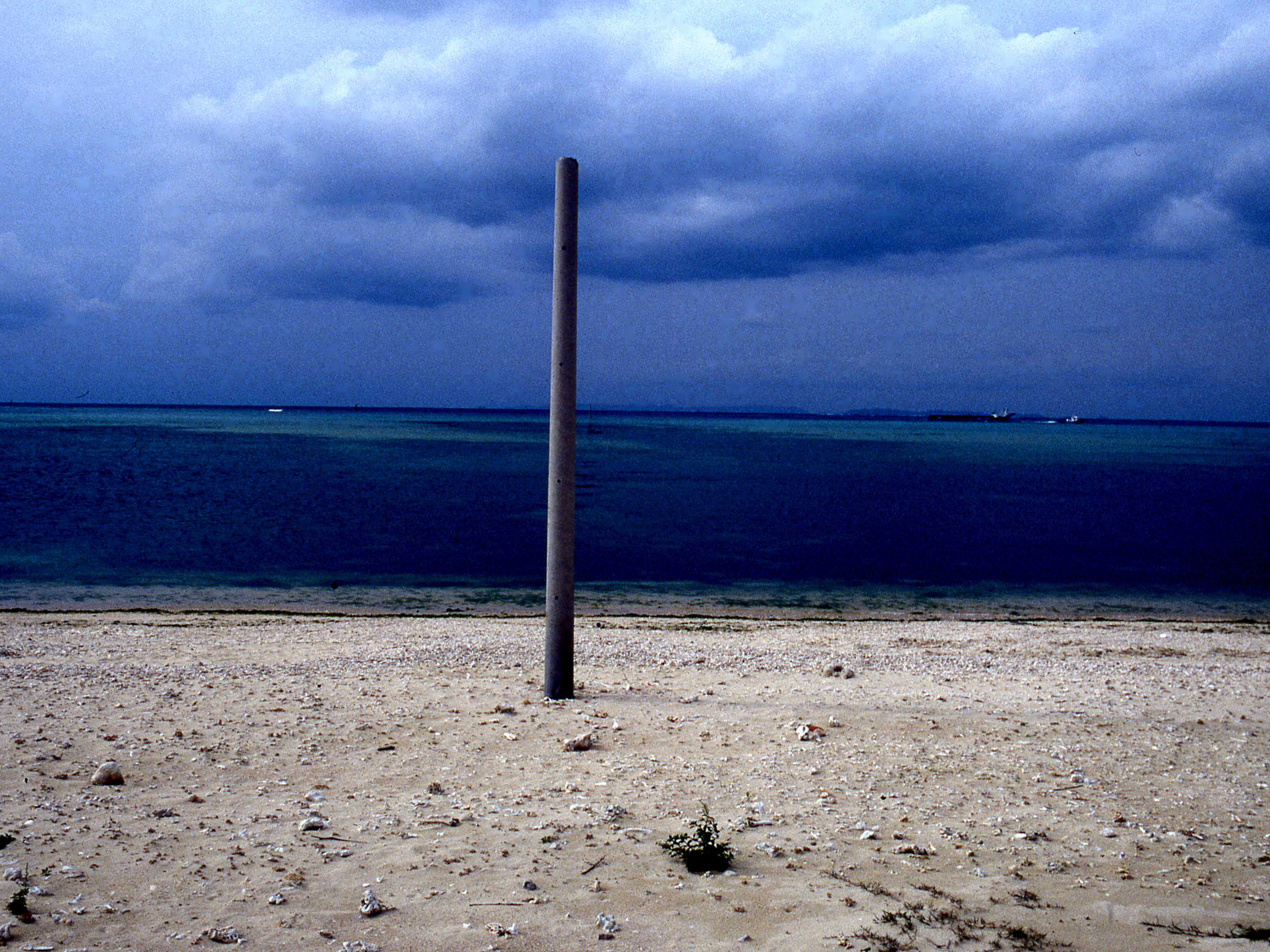
糸満海岸

糸満市中心部の旧中心市街地。照屋・兼城・真栄里・潮崎町・国吉・西川町と隣接する。西川町分離前は西崎にも隣接していた。
かつて存在した公共施設の多くは埋立地に移転し、現在は公設市場や銀行の支店を残すのみとなったが、郵便局は旧敷地内に「糸満新島郵便局」として存続しているほか、警察署もかつての敷地に近い糸満ロータリーに交番を設置している。それでも字糸満内を通る沖縄県道256号豊見城糸満線や沖縄県道77号糸満与那原線の幹線道路は迂回する道路はあっても、道幅がそれほど大きくないため糸満ロータリー付近は県道256号を中心に渋滞する。そのため那覇市から市南部の南部戦跡に向かう観光バスは国道を避けて内陸の沖縄県道7号奥武山米須線を通る。また渋滞解消のため沖縄西海岸道路糸満道路が開通したほか、国道や県道の拡幅、字糸満内の市街地を迂回する大型車通行可能な道路が建設されている。

### 行政区
地内には番地が一ケタ台から2400番台まであるが所によっては1つ番地違うだけで別の場所だったりする場合もあるため、郵便配達や宅配便業者を頭を悩ませるところもある。また地内の住居表示は1994年に、復帰前に埋め立てた西川町の1ヶ所のみで、それ以外は土地区画未整理地帯があるため未実施で、今のところ実施予定はない（沖縄本島内で当地と同じ町の形態をしている名護市字名護は1989年から2000年にかけ、隣の宮里ともに大規模な住居表示を行っており、字名護の住所は山林などを除きごく一部となっている）。
このため字糸満では1961年の合併前の旧町域の流れで地域内を8つの行政区に分けて、地域内活動を行っている。現在は地区名で呼ぶことが多いが、かつては1区～8区と呼ばれていたため現在でも1区～8区で略して呼ぶこともある。
- 南区（1区）
- 前端区（2区）
- 新川区（3区）
- 新島区（4区）
- 稲嶺区→新屋敷区（5区）
- 上之平区（6区）
- 西区（7区）
- 町端区（8区）

### かつて字糸満だった地域
- 西川区（1994年の住居表示実施で西川町となった）

## 歴史

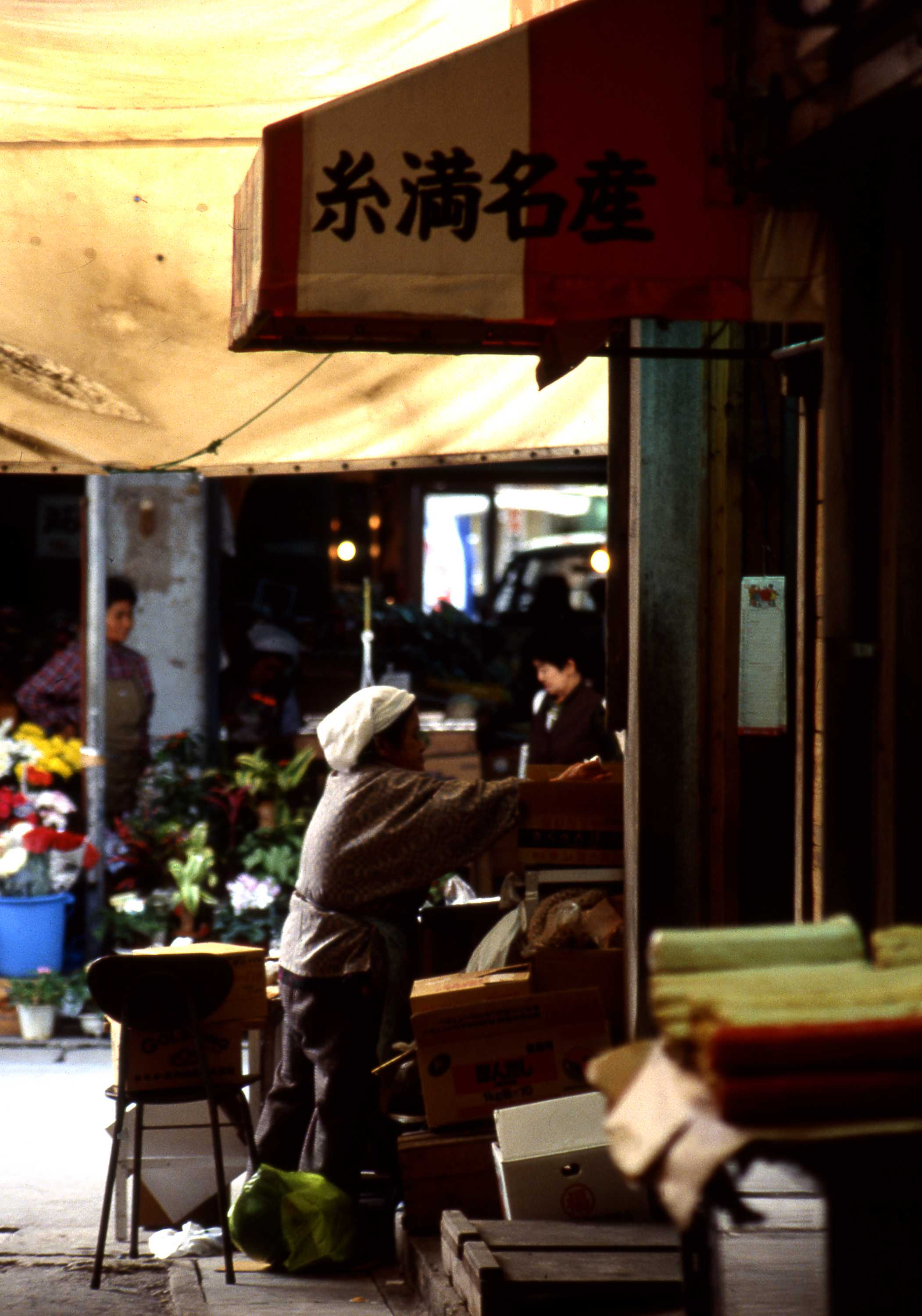
糸満の市場

かつては兼城間切糸満村として同間切の一部だったが、この一帯は海人（うみんちゅ）の町として漁業が盛んであったため、1908年4月の島嶼町村制施行時に兼城村から分立し、糸満町として唯一町制を敷いた（当時の沖縄県は現在の那覇市の一部にあたる県都の那覇区と首里区、そして糸満町以外は村だった）。その後、港を中心に沖縄本島南部の中心として発展していった。また1923年には沖縄県営鉄道糸満線が開通し、町内には終着駅となる糸満駅が糸満小学校の近くに設置された。しかし鉄道は沖縄戦で破壊され、糸満駅の跡地には糸満中学校が建てられた。
1961年10月1日に旧糸満町・兼城村・高嶺村・三和村と合併し新糸満町となり、旧糸満町は糸満町字糸満となった。そして1971年12月1日には市に昇格、糸満市となった。1町3村合併後は糸満町、そして糸満市の政治・経済の中心地としてさらに発展し、市役所をはじめ警察署、郵便局、消防署、銀行などが字糸満内に置かれていた。
しかしもともと住宅が密集し過密状態であることと、市全体の人口増加で公共施設が老朽・狭隘化したため、復帰前に周辺の西側に埋め立てを行いに当地域内に編入した後、復帰後には漁港拡充・工場誘致も含めさらに北西側に埋立地を建設した。そのため主な公共施設は1990年代までにすべて埋立地に移転した。また市制施行時に漁港西側の埋立地に移転した市庁舎も老朽化と国道331号バイパス建設のため、2002年に南側に埋め立てた潮崎町に移転した。現在は公設市場や銀行の支店を残すのみとなったが、郵便局は旧敷地内に「糸満新島郵便局」として存続しているほか、警察署もかつての敷地に近い糸満ロータリーに交番を設置している（銀行は2010年代に糸満ロータリー付近から相次いで撤退し、周辺に移転もしくは統合している。警察署は2020年に照屋との境に近い旧糸満南小学校跡に再移転している）。

## 交通

### バス
当地域内の糸満バスターミナル（琉球バス交通・沖縄バス）または隣の真栄里にある那覇バス糸満営業所（446番・那覇糸満線のみ）を発着するバスはすべて地内を通っている。
- 34番・糸満（東風平）線（沖縄バス）　糸満ロータリー～県道77号～与座～県道52号～国道507号
- 35番・糸満（志多伯）線（沖縄バス）　糸満ロータリー～照屋～座波・賀数～志多伯～東風平～国道507号～那覇方面
- 36番・糸満～新里線（沖縄バス）　糸満ロータリー～県道77号～与那原方面
- 81番・西崎向陽高校線（琉球バス交通）　糸満ロータリー～西崎～糸満ロータリー～照屋～大里・新垣～県道250号～具志頭方面
- 82番・糸満玉泉洞線（琉球バス交通）　糸満ロータリー～国道331号を南下～具志頭方面
- 89番・糸満（高良）線（琉球バス交通・沖縄バス共同運行）　糸満ロータリー～県道256号（旧国道331号）を北上（西崎経由もあり）～那覇方面
- 107番・南部循環（真壁廻り）線（琉球バス交通）
糸満ロータリー→照屋→大里→新垣→真栄平→真壁→米須→国道331号→喜屋武→真栄里→糸満ロータリー→潮平→西崎→糸満ロータリー
- 108番・南部循環（喜屋武廻り）線（琉球バス交通）
糸満ロータリー→西崎→潮平→糸満ロータリー→真栄里→喜屋武→国道331号→米須→真壁→真栄平→新垣→大里→照屋→糸満ロータリー
- 189番・糸満空港線（琉球バス交通）　糸満ロータリー～国道331号（糸満道路）を北上～那覇空港
- 200番・糸満おもろまち線（沖縄バス）　糸満ロータリー～照屋～座波・賀数～志多伯～白川小学校～南部徳洲会病院～那覇新都心方面
- 235番・志多伯おもろまち線（沖縄バス）　糸満ロータリー～照屋～座波・賀数～志多伯～東風平～国道507号～那覇方面
- 334番・国立劇場おきなわ線（沖縄バス）　糸満ロータリー～県道77号～与座～県道52号～国道507号～那覇方面
- 446番・那覇糸満線（那覇バス）　糸満ロータリー～照屋～県道7号

地内には11ヶ所のバス停あるが、方面別によって停車するバス停は異なるので注意が必要（糸満ロータリーバス停は方面別に3ヶ所あるためさらに必要）。括弧内の数字は停車するバスの系統番号
- 糸満市役所入口（糸満バスターミナル発着の全路線）
- 糸満市場入口（糸満バスターミナル発着の全路線）
- 糸満ロータリー（全路線）
- 糸満西区（81・89・107・108・189）
- 白銀堂前（81・89・107・108・189）
- 糸満入口（81・89・107・108・189）
- 糸満市場前（82・107・108・446）
- 双子橋（82・107・108・446）
- 新島（34・35・36・81・200・235・334・446）
- 糸満小学校前（34・35・36・81・200・235・334・446）
- 親田原（107・108）
- 稲嶺原入口（107・108）
- 糸満高校前（107・108）

### 道路
- 国道331号
  - 沖縄西海岸道路糸満道路
- 国道507号
- 沖縄県道77号糸満与那原線（主要地方道）
- 沖縄県道54号線
- 沖縄県道250号糸満具志頭線
- 沖縄県道256号豊見城糸満線（旧国道331号）

## 施設

### 現存する施設
- 糸満警察署（1976年に西崎に移転したが、2020年に旧糸満南小学校跡へ再移転）
- 糸満漁港
- 糸満市生涯学習支援センター（元々は糸満市中央公民館だったが旧糸満南小学校跡地へ移転、旧校舎の一部を活用して名称変更）
- 糸満バスターミナル
- 沖縄県立糸満高等学校
- 糸満市立糸満中学校（戦前は沖縄県営鉄道糸満駅だった）
- 糸満市立糸満小学校

### 移転・廃止された施設
- 糸満市役所

（現在の糸満新島郵便局近くから、1971年の市制施行時に漁港西側の埋立地に移転、さらに2002年に現在の潮崎町に再移転）
- 糸満郵便局

（1970年代末期に隣接する真栄里に移転。現在の局舎は1995年に改築。移転後元局舎は糸満新島郵便局として存続し、1980年代後半に現在の局舎に改築された）
- 糸満市消防本部（1990年に大里の県道77号沿いに移転）
- 糸満電報電話局

（1989年にNTT糸満営業所、1990年代半ばには那覇営業所糸満営業窓口にそれぞれ改称後、1999年のNTT西日本などに分割後沖縄支店のある那覇市や浦添市に集約し廃止された）
- 糸満市立糸満南小学校（学校配置適正化のため2011年に潮崎町に移転）